# Willibrorduskerk (Deurne)

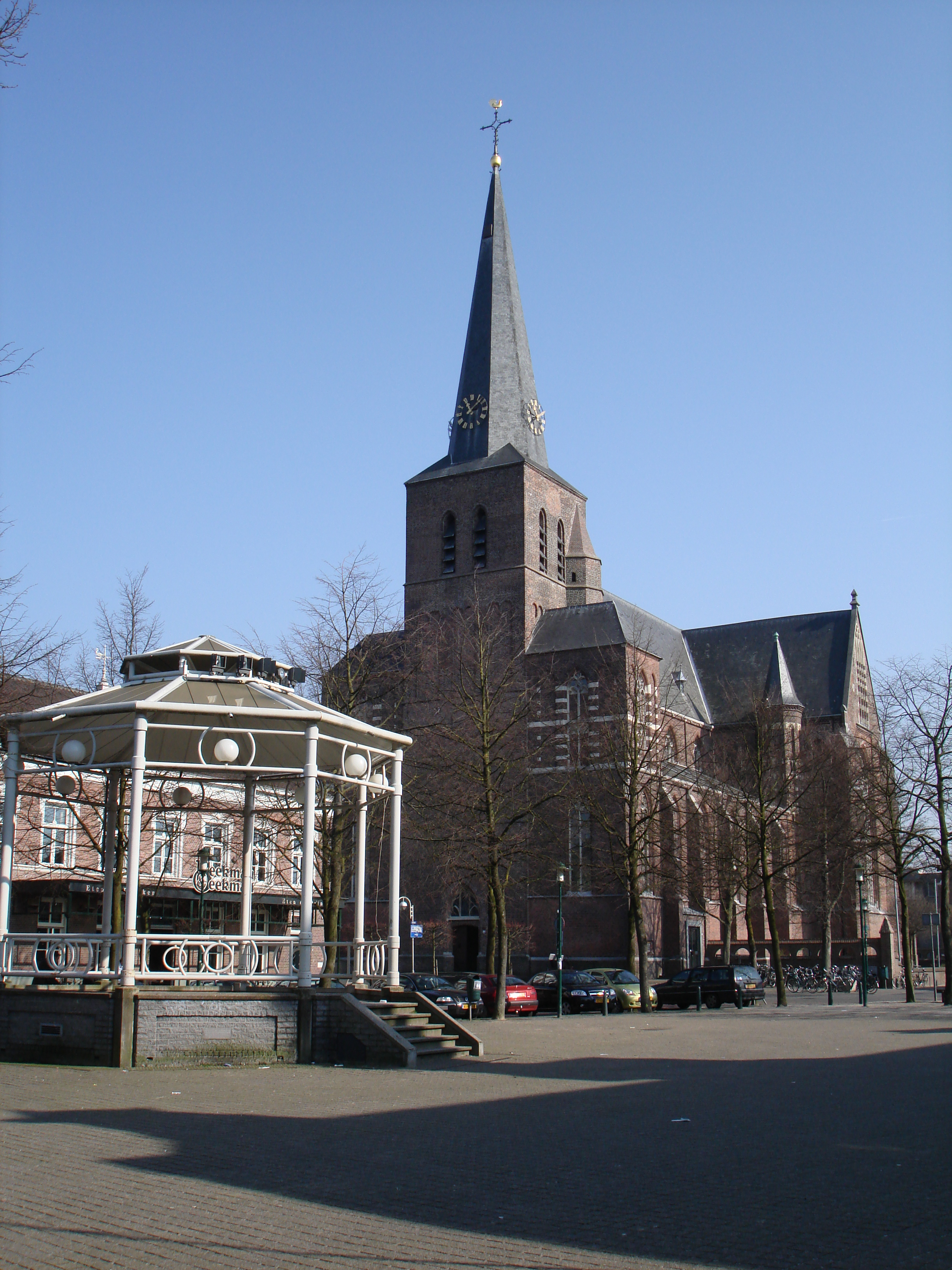
Die Willibrorduskerk in Deurne

Die Willibrorduskerk ist eine römisch-katholische Kirche in dem niederländischen Ort Deurne.

## Geschichte
1069 wird eine Kirche in Deurne erwähnt; romanische Mauerreste sind archäologisch nachgewiesen. Um 1460 wurde der erhaltene gotische Hochchor der Backsteinkirche errichtet.
Zwischen 1881 und 1884 wurde die Kirche renoviert und von Architekt Pierre Cuypers stark umgebaut. An den Westturm wurden zwei Flankentürme angefügt. Das während der Umbauten teilweise eingestürzte basilikale Kirchenschiff zwischen Türmen und Querhaus wurde schließlich völlig ersetzt. Der Chor und, abgesehen vom Gewölbe des Nordarms, das Querhaus sind jedoch mittelalterlich, die Kirche damit eines der über 800 Werke der Backsteingotik in den Niederlanden. 
1960 und 2001 wurde die Kirche neuerlich restauriert.